# Il était une fois à Bobo-Dioulasso
Il était une fois à Bobo-Dioulasso es un mediometraje documental francés del año 2005.

## Sinopsis
Bobo Dioulasso, la segunda ciudad más importante de Burkina Faso, acoge cada año Yeleen, el festival internacional de cuentos y de música. Sobre el escenario o en los patios de los barrios populares, los cuenta-cuentos llegados de África y de otras partes del mundo comparten la “palabra” e intentan que exista en el tumulto de hoy en día. Guiado por sus testimonios, este documental revela el universo de los cuenta-cuentos que buscan compartir su arte y acompaña sus dudas.